# Henry Bacon (cestista)
William Henry Bacon (Louisville, 5 luglio 1948) è un ex cestista e allenatore di pallacanestro statunitense, professionista nella ABA.

## Carriera
Venne selezionato dai Golden State Warriors al sesto giro del Draft NBA 1972 (93ª scelta assoluta).